# Onkel Danny - Portræt af en karma cowboy
|  | Denne artikel er oprettet af botten PalnaBot ud fra en ekstern database. Den kan derfor have sproglige fejl eller mangler. Denne skabelon kan fjernes efter kontrol af indholdet. |

Onkel Danny - Portræt af en karma cowboy er en portrætfilm fra 2002 skrevet og instrueret af Lars Movin og Steen Møller Rasmussen.

## Handling
Trods sin relativt korte levetid efterlod Dan Turèll (1946-1993) et forfatterskab, der var overvældende af både omfang og betydning. Mere end halvfems udgivelser blev det til, fra de første formeksperimenterende digte via det populære erindringsværk "Vangede Billeder" (1975) til de senere års kriminalromaner og avisskriverier. Hertil kom, at Dan Turèll, dels i sine bøger, dels gennem talrige shows og optrædener i radio og tv, bedre end nogen anden dansk forfatter i sin samtid forstod betydningen af at have et image. 'Onkel Danny' med de sorte negle og den skaldede isse blev folkeeje. Men hvordan var forholdet mellem forfatteren og hans alter ego? Gennem arkivmateriale og udsagn fra familie, venner og kolleger pejler filmen sig ind på såvel figuren Onkel Danny som mennesket Dan Turèll.